# Okoljska etika
Etika je filozofski nauk o dobrem in zlu. Je filozofska disciplina, ki raziskuje splošno utemeljitev in izvor morale. Ljudje se dandanes že soočamo s posledicami zaradi nepremišljenega delovanja v preteklosti. Industrijska revolucija je močno spremenila način življenja, človeka in njegov odnos do naravnih virov. Pojavili so se že prve omejenosti naravnih virov kot so pitna voda, obdelovalne površine ter pomanjkanje neobnovljivih virov evergije, zato je čas, da razmislimo o novem načinu in temeljih človeške družbe. V ospredje zopet stopa EKOLOŠKA ETIKA, katero so poznala že stara ljudstva. Gre predvsem za zavedanje, da na tem planetu nismo sami, ter da smo le del občutljivega ekosistema. Potemtakem izraz označuje tisto bolj izvirno človekovo moralno zavest, da ni vseeno, kako živimo in delamo. Ljudje koristimo ta ekosistem le začasno, smo kot gostje, kateri morajo stanovanje za seboj pustiti čisto, pospravljeno in na voljo zanamcem. Brundtlantska skupina je v svojem znamenitem poročilu o okoljski ogroženosti planeta leta 1987 opredelila trajnostni razvoj, kot razvoj, ki zadovoljuje potrebe sedanjosti. Tako bomo pustili zmožnost prihodnjih generacijam, da živijo in zadovoljujejo svoje potrebe.